# Diocèse de Muyinga
Le diocèse de Muyinga est un diocèse de l'Église catholique au Burundi, ayant pour siège la ville de Muyinga.

## Histoire
Le 5 septembre 1968, le diocèse de Muyinga est érigé par détachement du diocèse de Ngozi. Il est suffragant de l'archidiocèse de Gitega.
Le Diocèse de Muyinga a été canoniquement érigé le 5 septembre 1968. Monseigneur Nestor Bihonda en fut le premier évêque. Le 19 mars 1980, Monseigneur Roger Mpungu, jusque-là administrateur apostolique du Diocèse depuis le 23 février 1977, lui succéda. Le 22 juillet 1994 quand le Saint Père accepta la démission de Mgr Roger Mpungu, Monseigneur Jean-Berchmans Nterere, évêque coadjuteur, devenait le troisième évêque de Muyinga. Il ne gouverna le Diocèse que pendant 9 ans car le 5 mai 2001, une mort inopinée l’emporta. Pendant la vacance du Siège épiscopal, le Diocèse fut administré par Monseigneur Protais Nkurikye jusqu’à la nomination de Monseigneur Joachim Ntahondereye, le 14 décembre 2002 comme quatrième évêque du Diocèse de Muyinga.

## Géographie
Le Diocèse de Muyinga se trouve au Nord-Est du Burundi. Il fait frontière : à l’Ouest avec le Diocèse de Ngozi, au Nord avec les Diocèses de Butare et Kibungo au Rwanda, à l’Est avec le Diocèse de Rulenge/Ngara en république unie de Tanzanie et au Sud avec les Diocèses de Ruyigi et Gitega. Le Diocèse de Muyinga s’étend sur la totalité des provinces de Muyinga et Kirundo et sur une partie de Karuzi (Paroisse Gitaramuka et Paroisse Buhiga) et une partie de la province de Ngozi (succursale Kananira et Muramba). Sa superficie est de 4 767 km2.
Tenant compte de la situation prévalant au 31 décembre 2013, le Diocèse compte actuellement 22 paroisses avec une population globale de 1.486.990 dont 755.524 sont des baptisés catholiques, soit 57,5%. Le pourcentage des confessions chrétiennes non catholiques s’élève environ à 19,44% de la population globale tandis que celui des musulmans s’estime à 4,8% de la population globale. Quant au pourcentage des adeptes de la « religion traditionnelle », il s’évalue à 6 % de la population globale.